# Volkswagen Sharan
La Volkswagen Sharan è un grande monovolume prodotta dalla Volkswagen, assieme alla SEAT e alla Ford, negli stabilimenti del gruppo VW di Palmela (Portogallo).
La Sharan è stata lanciata nel 1995 ed era la variante Volkswagen di SEAT Alhambra e di Ford Galaxy; rispetto a questi due modelli la Sharan presentava modifiche minime all'esterno e all'interno.

## Il contesto
Il modello ottenne subito un buon successo un po' in tutta Europa. Nel 1999 venne sottoposta ai crash test dell'Euro NCAP ottenendo il risultato di 3 stelle.

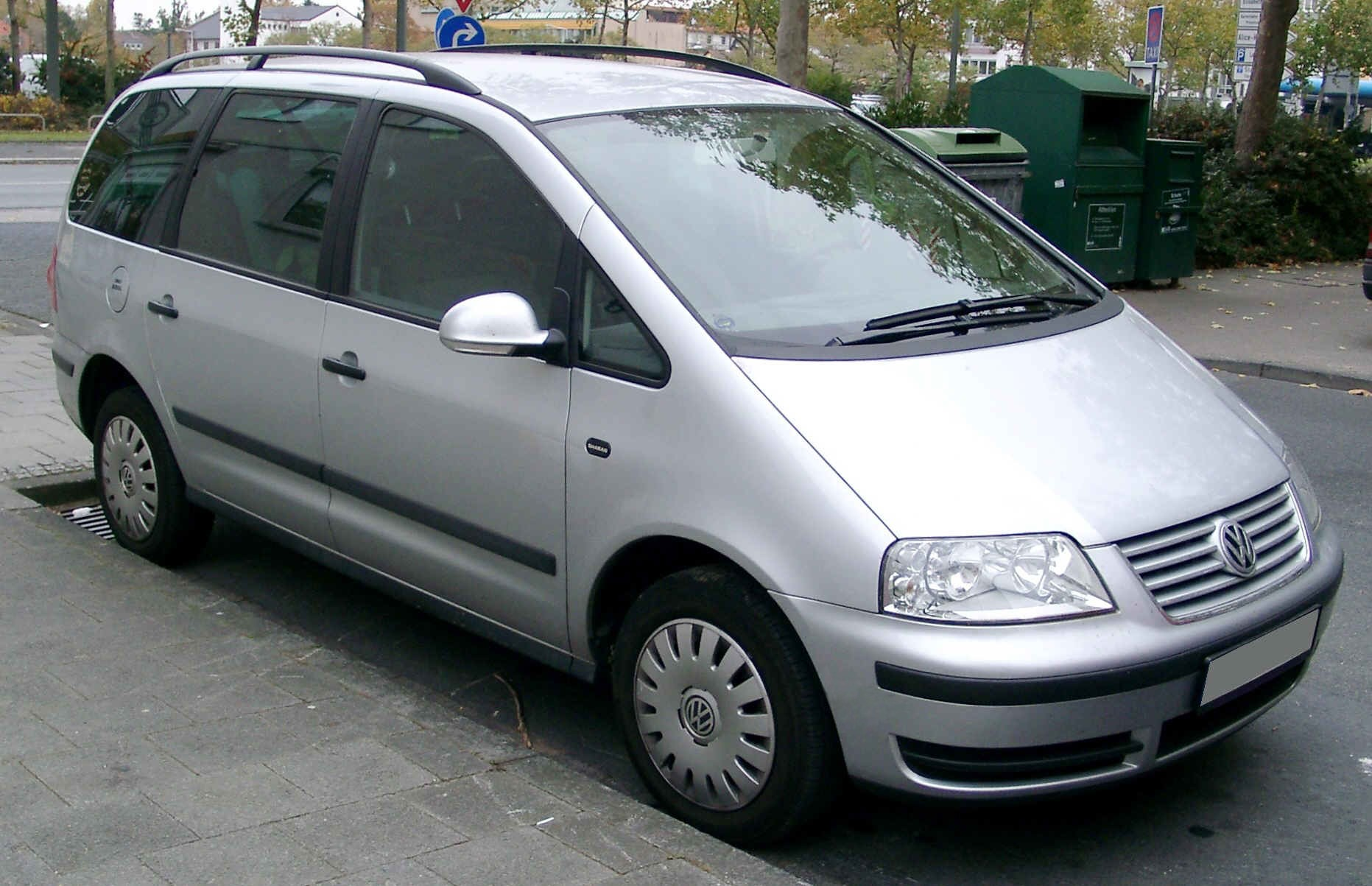
Sharan prima serie dopo il facelift

Nel 2000 arrivò un pesante restyling: nuovi esterni e interni e modifiche fra i motori. Col restyling lo stile di Sharan e Alhambra si separò da quello del Galaxy e i tre modelli presero strade diverse. Anche questa seconda serie ottiene un buon successo. Alla fine del 2003 arrivò un facelift che modificava l'aspetto del posteriore e aggiungeva solo qualche cromatura. Nel corso del 2005 e del 2006 vennero fatte piccole modifiche nella gamma, togliendo diverse versioni e introducendo nuovi allestimenti. Sempre nel 2006 la Ford uscì dalla joint venture lanciando autonomamente la nuova Galaxy.
La Sharan completamente rinnovata è stata presentata a marzo del 2010, sedici anni dopo l'esordio del modello precedente.
Anche la seconda serie è stata sottoposta ai test Euro NCAP, ottenendo una prima volta nel 2010 il risultato di 5 stelle e una seconda, con le nuove regole di test, nel 2019 ottenendo 4 stelle

## Motorizzazioni

### Prima serie
| Modello             | Disponibilità        | Motore  | Cilindrata (cm³) | Potenza         | Coppia Massima (Nm) | Emissioni CO2 (g/km) | 0–100 km/h (secondi) | Velocità max (km/h) | Consumo medio (km/L) |
| 1.8 Turbo 20V cat.  | dal 1997 al 2006     | Benzina | 1781             | 110 kW (150 CV) | 220                 | 226                  | 10,9                 | 199                 | 10,1                 |
| 2.0 cat.            | dall'esordio al 2011 | Benzina | 1984             | 85 kW (116 CV)  | 170                 | 226                  | 15,2                 | 177                 | 10,1                 |
| 2.8 VR6 cat.        | dall'esordio al 2000 | Benzina | 2792             | 128 kW (174 CV) | 235                 | n.d                  | 11,8                 | 198                 | 8,1                  |
| 2.8 V6 cat.         | dal 2000 al 2006     | Benzina | 2792             | 150 kW (204 CV) | 265                 | 258                  | 10,3                 | 214                 | 8,6                  |
| 1.9 TDI cat.        | dall'esordio al 2000 | Diesel  | 1896             | 66 kW (90 CV)   | 202                 | n.d                  | 17,0                 | 160                 | 14,8                 |
| 1.9 TDI/110 CV cat. | dal 1997 al 2000     | Diesel  | 1896             | 81 kW (110 CV)  | 235                 | n.d                  | 14,7                 | 172                 | 14,7                 |
| 1.9 TDI/115 CV cat. | dal 2000 al 2009     | Diesel  | 1896             | 85 kW (116 CV)  | 310                 | 200                  | 15,1                 | 177                 | 13,0                 |
| 1.9 TDI/130 CV cat. | dal 2003 al 2006     | Diesel  | 1896             | 96 kW (130 CV)  | 310                 | 167                  | 12,8                 | 188                 | 15,4                 |
| 2.0 TDI 16V cat.    | dal 2006 al 2011     | Diesel  | 1968             | 103 kW (140 CV) | 310                 | 178                  | 12,2                 | 192                 | 14,6                 |

### Seconda serie
| Modello                    | Disponibilità | Motore  | Cilindrata (cm³) | Potenza         | Coppia Massima (Nm) | Emissioni CO2 (g/km) | 0–100 km/h (secondi) | Velocità max (km/h) | Consumo medio (km/L) |
| 1.4 TSI BlueMotion         | dal 2010      | Benzina | 1390             | 110 kW (150 CV) | 240                 | 167                  | 10,7                 | 197                 | 13,9                 |
| 2.0 TDI BlueMotion         | dal 2010      | Diesel  | 1968             | 103 kW (140 CV) | 320                 | 143                  | 10,9                 | 194                 | 18,2                 |
| 2.0 TDI BlueMotion 4Motion | dal 2010      | Diesel  | 1968             | 103 kW (140 CV) | 320                 | 158                  | 11,4                 | 191                 | 16,7                 |
| 2.0 TDI BlueMotion DSG     | dal 2010      | Diesel  | 1968             | 125 kW (170 CV) | 350                 | 152                  | 9,8                  | 207                 | 17,5                 |